# Bess Truman
Elizabeth "Bess" Virginia Truman (født Wallace 13. februar 1885, død 18. oktober 1982) var USA's førstedame i perioden 1945 til 1953, hvor hendes mand, Harry S. Truman var præsident.